# Patellapis delphinensis
Patellapis delphinensis is een vliesvleugelig insect uit de familie Halictidae. De wetenschappelijke naam van de soort is voor het eerst geldig gepubliceerd in 1964 door Benoist.